# Фатаунсуш
Фатаунсуш (порт. Fataunços)  —  район (фрегезия) в Португалии,  входит в округ Визеу. Является составной частью муниципалитета  Возела. Находится в составе крупной городской агломерации Большое Визеу. По старому административному делению входил в провинцию Бейра-Алта. Входит в экономико-статистический  субрегион Дан-Лафойнш, который входит в Центральный регион. Население составляет 804 человека на 2001 год. Занимает площадь 8,52 км².
Покровителем района считается Карлуш-Борромеу (порт. Carlos Borromeu). 

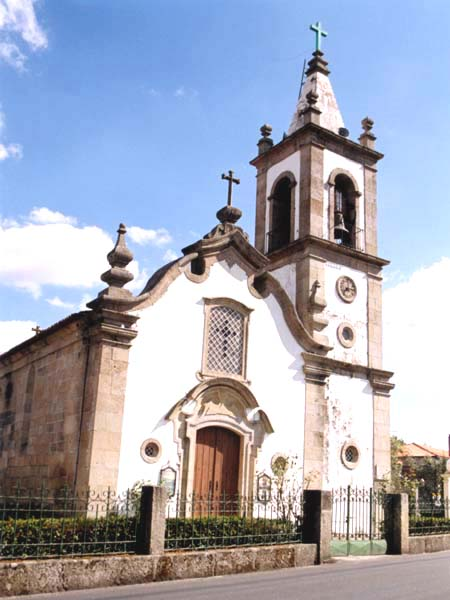
Собор